# Восканян, Вячеслав Аветисович
Вячеслав Аветисович Восканян (арм. Վյաչեսլավ Ավետիսի Ոսկանյան, 13 сентября, 1957 Степанакерт, НКАО, Азербайджанская ССР) — армянский политический и военный деятель.
- В 1978 году окончил Высшее пограничное военно-политическое Краснознаменное училище КГБ СССР имени К. Е. Ворошилова.
- В 1995 году — окончил Военную академию имени М. В. Фрунзе (заочно).
- С 1978 года проходил службу на различных должностях в Пограничных войсках КГБ СССР, в частях Закавказского пограничного округа, на участках государственной границы с Ираном и Турцией.
- С 1993 года продолжил службу в органах и войсках Службы национальной безопасности (ГУНБ, МНБ) Республики Армения.
- С 2003 по 2005 год — командующий Пограничными войсками СНБ Республики Армения[2][3], член Совета Командующих пограничными войсками стран СНГ.